# El Vagabundo de los Limbos
El vagabundo de los Limbos o El caminante del Cosmos (en francés, Le Vagabond des Limbes) fue una serie de ciencia ficción realizada por el guionista francés Christian Godard y el dibujante español Julio Ribera entre 1975 y 2002.

## Trama
Sigue las aventuras de Axel Moonshine, alguna vez conocido como "El Gran Conciliador", y su compañero Musky, hijo del Príncipe de los Eternautas. Desterrado de su mundo por romper el Decimotercer Mandamiento ("no cruzarás el umbral del sueño"), Axel vaga por el universo, buscando a la mujer que conoció en sus sueños, Chimeer (Quimera), que parece estar atrapada en un mundo parecido al nuestro. Axel Moonshine ve a Musky como un chico, pero en realidad es una chica en su pubertad, y no parece darse cuenta de que ella se siente atraída por él. Musky no crece hasta que decide envejecer por la persona por la que se enamoró. Se sugiere que Quimera es Musky como mujer adulta. A medida que la historia se desarrolla, abandona gradualmente esta búsqueda y comienza a buscar a su padre, Korian (el mayor inventor de todos los tiempos).

## Personajes

### Principales
Axle Munshine
Humano, diplomático de alto rango en el primer volumen, con el título (que es el único que ostenta) de «Gran Conciliador» del Gremio. El Gremio (La Guilde) es el mayor imperio galáctico conocido. Es moreno, atlético, musculoso, guapo, inteligente, atractivo, soltero, célebre, muy popular, y muy buen diplomático, pero no es un gran científico como su misterioso padre Korian, ni muestra ningún interés en ese campo. Es el protagonista, el vagabundo de los limbos. Potencial sucesor del Mediador Supremo. A veces depresivo y atormentado por el gusto por el fracaso, la pulsión de la muerte.
Mantiene el traje del Gran Conciliador incluso después de caer en desgracia, aunque la estrella de su pecho se haya desvanecido.
Musky
Príncipe/Princesa heredera de los Eternáutas, que tiene trescientos años de edad y dejó de envejecer voluntariamente a los trece años. Musky puede vivir eternamente y tiene la apariencia humana de un adolescente varón. Solo quiere crecer cuando conozca a un adulto que le haga querer envejecer. Axle le llama «pequeño payaso» en referencia a su carácter infantil y a veces ridículo. Sin embargo, puede convertirse en macho o hembra por simple decisión, por ejemplo en «El alquimista supremo» (volumen 5) es hembra, sin que Axle lo sepa. Sus ropas, siempre iguales, ocultan su cuerpo excepto su rostro, y hacen creer a todos que es un varón; sin embargo, los hombres-lobos guardias del Alquimista Supremo declaran que, con su olfato ultrasensible, Musky es una chica. Así que Musky tiene que revelar que a veces es una joven adolescente; cabreada por haber sido descubierta, le grita a Axle que volverá a ser un chico para que le crezcan músculos y le pueda romper la cara.

### Secundarios
Muskie
La hermana de Musky. El padre de Musky clonaba regularmente a Musky a diferentes edades. Sus clones no pueden envejecer y tienen la misma personalidad que Musky. Muskie es el último clon, a la edad de trece años. El padre de Musky los guarda en su palacio y así puede revivir los recuerdos de su infancia en cualquier momento.
El Mediador Supremo
Un hombre muy viejo y sensato, el líder del Gremio (La Guilde). Considera que Axle es su "mejor esperanza". Lo protege al máximo aunque Axle sea un producto. Esto lleva a un juicio por alta traición.
Chimeer (Quimera)
Hermosa mujer que aparece en los sueños de Axle Munshine. Rubia. Axle está convencido de que existe. Parece vivir en nuestro planeta Tierra y habla directamente con Axle en sus sueños.
Korian Munshine
El padre de Axle. Nunca vemos su rostro, que siempre está oculto para el lector. El mayor científico de todos los tiempos, una poderosa figura del Gremio, desapareció misteriosamente. Sin embargo, dejó algunas pistas. No se sabe quién es la madre de Axle, nunca se la menciona. En el libro catorce, el lector se entera de que Axle se parece mucho a ella físicamente. Al parecer quería destruir el Gremio
Profesor Matt Gammonne
Un androide creado por el genio Korian Munshine, con la apariencia de un hombre de ciencia de unos cincuenta años. De forma bastante kitsch, según la necesidad, hay que ponerle cintas magnéticas al estilo de los años 70. Por ejemplo, al principio de "Por tres semillas de la eternidad", Musky elige urgentemente cintas relacionadas con la medicina. Es un muy buen médico y un muy buen matemático. A menudo es desactivado, puesto en reserva en el Delfín de Plata. Es razonable y tranquilo, a diferencia de los otros robots.
Los otros robots
Androides similares a Matt Gammonne, de aspecto más joven, todos varones, amigos de la infancia de Axle. Son alegres y llevan un uniforme que recuerda a Alicia en el país de las maravillas. Son más juveniles en apariencia y carácter que el profesor Matt Gammon. Son alegres compañeros con nombres sorprendentes.
El Príncipe de los Eternáutas
Es sabio, digno, gobierna a los Eternáutas y es el padre de Musky. Los Eternáutas tienen apariencia humana. Son inmortales aunque sus cuerpos puedan morir. Sea cual sea su edad, parecen tener menos de cuarenta años. Son más estables psicológicamente que un ser humano. Tienen un tesoro inestimable cerca de su corazón, bajo la piel y fácil de extraer con la mano: tres semillas de eternidad. Permiten que cualquier ser vivo renazca en un nuevo cuerpo aunque lo maten. En una sociedad patriarcal, es posible que los Eternáutas varones se casen con una joven y bella Eternáuta, cuando están cansados de la vida, y le den un hijo: el Eternáuta varón muere sin dolor durante una fiesta, su hijo mayor toma las tres semillas de la eternidad y las planta; la flor que crece de ellas es tragada por la joven. Su hijo no nacido será un clon de su marido, dotado de su personalidad y recuerdos, y que se recupera reviviendo una nueva infancia. Las mujeres eternáutas son probablemente también inmortales. La monogamia es la norma y el divorcio es habitual (el príncipe eternáuta ha revivido tres infancias y se ha divorciado tres veces).
Magh-Oz
El ambicioso líder de la Guardia Púrpura, que revela al Gran Consejo del Gremio que Axle Munshine ha transgredido el XIIIº mandamiento: «no traspasarás las puertas del sueño». Reehmic lo mata con las abejas asesinas escondidas en su cuerpo, con la esperanza de salvar a Axle, a quien ama apasionadamente, al final del primer volumen. Nadie se da cuenta de que ella es la asesina.
Reehmic
Miembro del Gran Consejo del Gremio, inteligente, guapa y joven, con un top ajustado y una minúscula braga de bikini que apenas oculta su anatomía. Armada con un ejército de abejas asesinas. Está enamorada de Axle, e intenta ayudarle. Su nombre es un anagrama de su rival, Chimeer; es morena y decidida, mientras que Chimeer parece inocente y es rubia. Decepcionada porque Axle no la ama, acaba odiándole

## Serialización

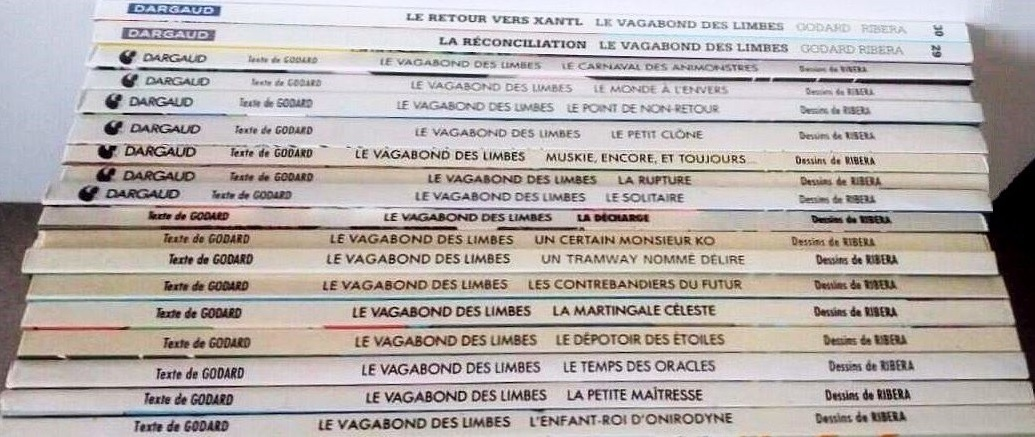
Vols. 13 - 30

El vagagundo de los limbos fue creada en 1974 a instancias de Henri Filippini, asesor de la editorial Hachette, quien les pidió a Christian Godard y a Julio Ribera una obra de ciencia ficción para ser publicada directamente un álbum. Ribera acordó entonces con Godard que la obra se adentrase de lleno en la ciencia ficción en lugar de quedarse simplemente en el aspecto exterior de la misma (maquinaria, vestuario).
Tras el primer álbum, las siguientes historietas fueron públicas por entregas en diversas revistas hasta la debacle de las mismas:
| Número     | Título                                                | Publicación en francés    | Publicación en español |
| ---------- | ----------------------------------------------------- | ------------------------- | ---------------------- |
| 1          | «Le Vagabond des Limbes (El Vagabundo de los Limbos)» | Hachette, 03/1974         | Grijalbo               |
| Argumento: |                                                       |                           |                        |
| 2          | «L'Empire des soleils noirs»                          | "Circus" núm. 1 a 4, 1974 | —                      |
| Argumento: |                                                       |                           |                        |
| 3          | «Les Charognards du cosmos»                           | "Circus", 1974            | —                      |
| Argumento: |                                                       |                           |                        |
| 4          | «Les Démons du temps immobile»                        | "Tintín", 1977            | —                      |
| Argumento: |                                                       |                           |                        |
| 5          | «L'Alchimiste suprême»                                | "Pilote Mensuel", 1978    | —                      |
| Argumento: |                                                       |                           |                        |
| 6          | «Quelle réalité papa ?»                               | "Pilote Mensuel", 1979    | —                      |
| Argumento: |                                                       |                           |                        |
| 7          | «La Guerre des Bonkes (La guerra de las Bonkas)»      | "Pilote Mensuel", 1980    | "Cimoc" núm. 7 a       |
| Argumento: |                                                       |                           |                        |
| 8          | «Pour trois graines d'éternité»                       | "Pilote Mensuel", 1981    | —                      |
| Argumento: |                                                       |                           |                        |
| 9          | «Le Labyrinthe virginal»                              | 1982                      | —                      |
| Argumento: |                                                       |                           |                        |
| 10         | «Le Dernier Prédateur»                                | "Pilote Mensuel", 1983    | —                      |
| Argumento: |                                                       |                           |                        |
| 11         | «Le Masque de Kohm»                                   | "Pilote Mensuel", 1984    | —                      |
| Argumento: |                                                       |                           |                        |
| 12         | «Les Loups de Kohm»                                   | 1985                      | —                      |
| Argumento: |                                                       |                           |                        |
| 13         | «L'Enfant-roi d'Onirodyne»                            | "Pilote & Charlie", 1986  | —                      |
| Argumento: |                                                       |                           |                        |
| 14         | «La Petite Maîtresse»                                 | "Pilote & Charlie", 1987  | —                      |
| Argumento: |                                                       |                           |                        |
| 15         | «Le Temps des oracles»                                | 1988                      | —                      |
| Argumento: |                                                       |                           |                        |
| 16         | «Le Dépotoir des étoiles»                             | 1988                      | —                      |
| Argumento: |                                                       |                           |                        |
| 17         | «La Martingale céleste (La martingala celestial)»     | 1989                      | "Gran Aventurero"      |
| Argumento: |                                                       |                           |                        |
| 18         | «Les Contrebandiers du futur»                         | 1989                      | —                      |
| Argumento: |                                                       |                           |                        |
| 19         | «Un tramway nommé délire»                             | 1990                      | —                      |
| Argumento: |                                                       |                           |                        |
| 20         | «Un certain monsieur KO»                              | 1990                      | —                      |
| Argumento: |                                                       |                           |                        |
| 21         | «La Décharge»                                         | 1990                      | —                      |
| Argumento: |                                                       |                           |                        |
| 22         | «Le Solitaire»                                        | 1992                      | —                      |
| Argumento: |                                                       |                           |                        |
| 23         | «La Rupture»                                          | 1993                      | —                      |
| Argumento: |                                                       |                           |                        |
| 24         | «Muskie, encore, et toujours…»                        | 1995                      | —                      |
| Argumento: |                                                       |                           |                        |
| 25         | «Le Petit Clone»                                      | 1996                      | —                      |
| Argumento: |                                                       |                           |                        |
| 26         | «Le Point de non retour»                              | 1997                      | —                      |
| Argumento: |                                                       |                           |                        |
| 27         | «Le Monde à l'envers»                                 | 1998                      | —                      |
| Argumento: |                                                       |                           |                        |
| 28         | «Le Carnaval des animonstres»                         | 1999                      | —                      |
| Argumento: |                                                       |                           |                        |
| 29         | «La Réconciliation»                                   | 2000                      | —                      |
| Argumento: |                                                       |                           |                        |
| 30         | «Le Retour vers Xantl»                                | 2001                      | —                      |
| Argumento: |                                                       |                           |                        |
| 31         | «La Planète des prodiges»                             | 2003                      | —                      |
| Argumento: |                                                       |                           |                        |